# Alia Vox
Alia Vox è una etichetta discografica spagnola di musica classica fondata da Jordi Savall.

## Storia
Nata nel 1998, la Alia Vox produce e pubblica tutte le nuove registrazioni dei complessi fondati e diretti da Jordi Savall quali l'Hespèrion XXI, La Capella Reial de Catalunya e Le Concert des Nations, nonché le registrazioni di Montserrat Figueras e Arianna Savall.
Alia Vox racchiude inoltre nel suo catalogo numerosi dischi che riprendono le registrazioni prodotte precedentemente da altre etichette discografiche.
Il repertorio spazia dalla musica del medioevo, il rinascimento, il barocco fino ad autori del periodo romantico e contemporanei tra i quali la colonna sonora del film Tutte le mattine del mondo di Alain Corneau.
Il significato latino del nome della casa discografica, letteralmente "voce altra", rimanda alla volontà di Savall di offrire al pubblico un repertorio musicale inusuale, ma ben ancorato alla tradizione musicale del passato. I compact disc si contraddistinguono per un'elevata cura editoriale e per la reperibilità anche in tecnica SACD.

## Catalogo
- 1998 - Joan Cabanilles: Batalles, Tientos & Passacalles (AV9801), con Jordi Savall, Hespèrion XX
- 1998 - José Marín - Tonos Humanos (AVSA9802), con Montserrat Figueras, Rolf Lislevand, Arianna Savall, Pedro Estevan, Adela Gonzalez-Campa
- 1998 - Les Voix Humaines (AV9803), con Jordi Savall
- 1998 - Elizabethan Consort Music 1558 - 1603 (AV9804), con Jordi Savall, Hespèrion XX
- 1998 - La Folia 1490-1701 (AVSA9805), con Jordi Savall, Rolf Lislevand, Michael Behringer, Arianna Savall, Bruno Coeset, Pedro Estevan, Adela Gonzalez-Campa
- 1999 - El Cant de la Sibil·la (AVSA9806), con Jordi Savall, Montserrat Figueras, La Capella Reial de Catalunya
- 1999 - Jean-Baptiste Lully - L'Orchestre Du Roi Soleil (AVSA9807), con Jordi Savall, Le Concert des Nations
- 1999 - Heinrich Ignaz Franz von Biber - Missa Bruxellensis (AV9808), con Jordi Savall, La Capella Reial de Catalunya, Le Concert des Nations
- 1999 - Diaspora Sefardi - Romances & Musica Instumental (AV9809), con Jordi Savall, Montserrat Figueras, Hespèrion XXI
- 2000 - La Barcha d'Amore 1563-1685 (AV9811), con Jordi Savall, Montserrat Figueras, Hespèrion XXI, Le Concert des Nations
- 2000 - J.S. Bach - Die Sonaten für Viola da Gamba und Cembalo (AV9812), con Jordi Savall, Ton Koopman
- 2000 - Anthony Holborne - The Teares of the Muses 1599 (AV9813), con Jordi Savall, Hespèrion XXI
- 2000 - Carlos V - Mille Regretz - La Canción del Emperador (AVSA9814), con Jordi Savall, La Capella Reial de Catalunya, Hespèrion XXI
- 2000 - Battaglie & Lamenti (1600-1660) (AV9815), con Jordi Savall, Montserrat Figueras, Hespèrion XXI
- 2001 - Alfons V El Magnànim - El Cancionero de Montecassino (AV9816), con Jordi Savall, La Capella Reial de Catalunya
- 2001 - Harmonie Universelle (AV9810), con Jordi Savall, Montserrat Figueras, Hespèrion XXI, La Capella Reial de Catalunya, Le Concert des Nations
- 2001 - Johann Sebastian Bach - Musikalishes Opfer (AV9817), con Jordi Savall, Le Concert des Nations
- 2001 - Johann Sebastian Bach - Die Kunst der Fuge (AV9818), con Jordi Savall, Hespèrion XX
- 2001 - Die Kunst der Fuge-J.S. Bach (AV9819)
- 2001 - Ostinato (AV9820), con Jordi Savall, Hespèrion XXI
- 2001 - Tous les Matins du Monde (AVSA9821), con Jordi Savall
- 2002 -  Antonio Vivaldi - Farnace (AV9822), con Jordi Savall, Le Concert des Nations
- 2002 - William Lawes - Consort Sets in Five & Six Parts (AV9823), con Jordi Savall, Hespèrion XXI
- 2002 - L'Orchestre de Louis XIII (1601-1643) (AV9824), con Jordi Savall, Le Concert des Nations
- 2002 - Henrich Ignaz Franz Biber - Battalia à 10 Requiem à 15 in Concerto (AV9825), con Jordi Savall, La Capella Reial de Catalunya, Le Concert des Nations
- 2002 - Ninna Nanna (ca.1550-2002) (AV9826), con Montserrat Figueras
- 2003 - Monsieur de Sainte Colombe le Fils, Pièces de viole - Six Suittes & Tombeau (2CD) (AV9827), con Jordi Savall e Jean-Pierre Marielle
- 2003 - Le Parnasse de la viole (AV9829), con Jordi Savall, Pierre Hantai, Rolf Lislevand, Xavier Diaz-Latorre, Philippe Pierlot, Jean-Pierre Marielle
- 2003 - Marin Marais, Pièces de viole du Second Livre, 1701  (AV9828), con Jordi Savall, Rolf Lislevand, Xavier Diaz-Latorre, Philippe Pierlot, Pierre Hantai
- 2003 - Bella Terra (AV9833)
- 2003 - Entremeses del siglo de oro (1550-1650) (AVSA9831)
- 2003 - Alfonso Ferrabosco The Younger (AV9832)
- 2003 - Villancicos y Danzas Criollas (AV9834)
- 2003 - La Viola da Gama in Concerto- Antonio Vivaldi (AV9835)
- 2004 - Homenatge al Misteri d'Elx. La Vespra (AV9836)
- 2004 - Tobias Hume, Musicall Humours (AV9837), con Jordi Savall
- 2004 - Isabel I. Reina de Castilla (AVSA9838)
- 2004 - Harmonie Universelle II (AV9839)
- 2005 - Les Concerts Royaux. François Couperin (AVSA9840)
- 2005 - Del Temps y del Instant, con Jordi Savall, Montserrat Figueras, Ferran Savall, Arianna Savall
- 2014 - La Lira D'esperia II - Galicia - Cantos da Terra e Danzas Antigas, con Jordi Savall, Pedro Estevan
- 2014 - Antonio Vivaldi, Johann Sebastian Bach - Magnificat Bwv243 Magnificat Rv610 - Concerto Rv578, con Jordi Savall, La Capella Reial de Catalunya, Le Concert des Nations
- 2015 - Euskel Antiqva - Il Lascito Musicale dei Paesi Baschi, con Enrique Solinis, Euskal Barrokensemble
- 2015 - Claudio Monteverdi - L'Orfeo, con Jordi Savall, La Capella Reial de Catalunya, Le Concert des Nations
- 2015 - Biber Heinrich Ignaz Franz - Missa Salisburgensis, con Jordi Savall, Le Concert des Nation, La Capella Reial de Catalunya
- 2015 - Les Elements. Tempetes, Orages & Fetes Marines, con Jordi Savall, Le Concert des Nations
- 2016 - Ramon Llull - Temps de conquestes, de diàleg i desconhort, con Jordi Savall, La Capella Reial de Catalunya, Hespèrion XXI
- 2016 - Ludwig Van Beethoven - Sinfonia Nr 3 Opus 36 'eroica' - Coriolano Ouverture Opus 62, con Jordi Savall, Le Concert des Nations
- 2016 - Granada 1013-1526, con Jordi Savall, Hespèrion XXI, La Capella Reial de Catalunya
- 2016 - Antonio Vivaldi, Wolfgang Amadeus Mozart, Georg Friedrich Handel - Dixit Dominus, con Jordi Savall, La Capella Reial de Catalunya, Le Concert des Nations
- 2016 - Llibre Vermell De Montserrat, con Jordi Savall, La Capella Reial de Catalunya, Hespèrion XXI
- 2017 - Les Routes De L'eslavage. The Routes Of Slavery 1444-1888, con Jordi Savall, La Capella Reial de Catalunya, Hespèrion XXI, 3MA, Tembembe Ensamble Continuo
- 2017 - El Amor Brujo - Esencias de la musica de Manuel de Falla, con Enrique Solinis, Euskal Barrokensemble
- 2017 - Henricus Isaac - Nel tempo di Lorenzo de Medici & Maximilian I, 1450-1519, con Jordi Savall, La Capella Reial de Catalunya, Hespèrion XXI
- 2017 - Alfonso X El Sabio - Cantigas de Santa Maria, con Jordi Savall, La Capella Reial de Catalunya, Hespèrion XX
- 2017 - In Excelsis Deo - Au temps de la guerre de Succession d'Espagne 1701-1714, con Jordi Savall, La Capella Reial de Catalunya, Le Concert des Nations
- 2017 - Venezia Millenaria 700-1797, con Jordi Savall, Panagiotis Neochoritis, La Capella Reial de Catalunya, Le Concert des Nations
- 2018 - Musica Nova - Musica per Consort di Viole tra 1500 e 1700, con Jordi Savall, Hespèrion XXI
- 2018 - Bailar Cantando - Fiesta Mestiza En Peru, Codex Trujillo, 1788, con Jordi Savall, Hespèrion XXI, La Capella Reial de Catalunya, Tembembe Ensamble Continuo
- 2018 - Couperin Francois - Les Nations (1726), con Jordi Savall, Chiara Banchini, Claude Wassmer, M. Huggett, St. Preston, M. Henry, Ton Koopman, H. Smith, K. Ebbinge
- 2018 - Telemann Georg Philipp, Rebel Jean-fery - Terpsichore: Apotheose De La Danse Baroque, con Jordi Savall, Le Concert des Nations
- 2018 - Ibn Battuta - The Traveler Of Islam 1304-1377, con Jordi Savall, Hespèrion XXI
- 2019 - Johann Sebastian Bach - Passione Secondo Marco Bwv147, con Jordi Savall, La Capella Reial de Catalunya, Le Concert des Nations
- 2019 - Wolfgang Amadeus Mozart - Le Testament Symphonique. Sinfonie 39-41, con Jordi Savall, Le Concert des Nations
- 2019 - Juan Sebastian Elkano - Il Primo Viaggio Intorno al Mondo, con Enrique Solinis, Euskal Barrokensemble
- 2019 - Antonio Vivaldi - Juditha Triumphans Rv 644 - Concerto per La Solennità di San Lorenzo Rv 562 - Concerto Op 3 Nr 9 Rv 230, con Jordi Savall, La Capella Reial de Catalunya, Le Concert des Nations
- 2019 - Georg Friedrich Handel - The Messiah - Il Messia Hwv 56, con Jordi Savall, La Capella Reial de Catalunya, Le Concert des Nations
- 2019 - Piae Cantiones, con Andrew Lawrence-King, Utopia Chamber Choir